# Liste der Kellergassen in Heldenberg
Die Liste der Kellergassen in Heldenberg führt die Kellergassen in der niederösterreichischen Gemeinde Heldenberg an.
| Foto |                 | Kellergasse       | Standort                   | Beschreibung |
| ---- | --------------- | ----------------- | -------------------------- | --- |
| BW   | Datei hochladen | Beim Sportplatz   | KG: Glaubendorf Standort   | Die einseitige Einzelkellergasse liegt an einer Geländekante im nördlichen Hintaus. Schmidbaur fand hier um 1990 auf einer Länge von 150 Metern neun Objekte vor, mehrheitlich in Schildmauerform, und fast durchwegs erneuerungsbedürftig. |
| BW   | Datei hochladen | Gaisberggraben    | KG: Glaubendorf Standort   | Die etwa 200 Meter lange einseitige Kellergasse in einem Graben ist die nördlichste der am Westrand des Dorfs fächerförmig angeordneten Kellergassen. Schmidbaur fasste diese Kellergasse mit den nahegelegenen Gassen Polstergraben, Zwischengraben und Holzgraben zu einem Kellergassensystem zusammen, das auf insgesamt 1300 Metern Länge 129 Objekte umfasst.     |
| BW   | Datei hochladen | Polstergraben     | KG: Glaubendorf Standort   | Auf beiden Seiten eines breiten Grabens liegen je eine etwa 250 Meter lange Kellerzeile. Schmidbaur fasste diese Kellergasse mit den nahegelegenen Gassen Gaisberggraben, Zwischengraben und Holzgraben zu einem Kellergassensystem zusammen, das auf insgesamt 1300 Metern Länge 129 Objekte umfasst.                                                                 |
| BW   | Datei hochladen | Zwischengraben    | KG: Glaubendorf Standort   | Das Y-förmige Kellergassensystem liegt am Westrand des Dorfs. Schmidbaur fasste diese Kellergasse mit den nahegelegenen Gassen Gaisberggraben, Polstergraben und Holzgraben zu einem Kellergassensystem zusammen, das auf insgesamt 1300 Metern Länge 129 Objekte umfasst.                                                                                             |
| BW   | Datei hochladen | Holzgraben        | KG: Glaubendorf Standort   | Die etwa 200 Meter lange beidseitige Kellergasse in einem Graben ist die südlichste der am Westrand des Dorfs fächerförmig angeordneten Kellergassen. Schmidbaur fasste diese Kellergasse mit den nahegelegenen Gassen Gaisberggraben, Polstergraben und Zwischengraben zu einem Kellergassensystem zusammen, das auf insgesamt 1300 Metern Länge 129 Objekte umfasst. |
| BW   | Datei hochladen | Kellergasse       | KG: Großwetzdorf Standort  | Die beidseitige Einzelkellergasse in einem Graben liegt am östlichen Rand des Dorfs. Auf 400 Metern Länge umfasst sie 47 Objekte. Die älteste Datierung ist von 1923. |
| BW   | Datei hochladen | Südliches Hintaus | KG: Großwetzdorf Standort  | Die einseitige Einzelkellergasse an einer Geländekante liegt im südwestlichen Hintaus, hinter dem sich heute eine neuere Siedlung befindet. Schmidbaur fand hier um 1990 auf einer Länge von 100 Metern acht mehrheitlich traufständige Objekte vor. |
| BW   | Datei hochladen | Haselgraben       | KG: Großwetzdorf Standort  | Die beidseitige Einzelkellergasse in einem Graben liegt nordöstlich außerhalb der Ortschaft. Auf einer Länge von 100 Metern befinden sich acht Objekte. Die älteste Datierung ist von 1932. |
| ja   | Datei hochladen | Kellergasse       | KG: Kleinwetzdorf Standort | Die beidseitige Einzelkellergasse liegt in einem Graben am südwestlichen Ortsrand und wird von der Franz-Josefs-Bahn durchschnitten. Auf einer Länge von 250 Metern befinden sich 24 Objekte. Die älteste Datierung ist von 1920. |
| ja   | Datei hochladen | Windberg          | KG: Unterthern Standort    | Zum Teil in lockerer Verbauung in Hanglage, zum Teil beidseitig in einem Graben, umfasst das Kellerensemble auf 200 Metern Länge 16 mehrheitlich traufständige Objekte. Die Keller wurden westlich außerhalb der Ortschaft angelegt, heute grenzt eine neue Siedlung von Süden her an die Keller.                                                                      |
| ja   | Datei hochladen | Im Entental       | KG: Oberthern Standort     | Die kleine Kellergasse befindet sich einseitig an einer Geländekante westlich außerhalb der Ortschaft. |

| Foto:                    | Fotografie der Kellergasse (Gesamtheit). Klicken des Fotos erzeugt eine vergrößerte Ansicht. Daneben finden sich zwei Symbole: \| Weitere Bilder vorhanden \| Das Symbol bedeutet, dass weitere Fotos des Objekts verfügbar sind. Durch Klicken des Symbols werden sie angezeigt. \| \| Eigenes Foto hochladen \| Durch Klicken des Symbols können weitere Fotos des Objekts in das Medienarchiv Wikimedia Commons hochgeladen werden. \| |
| Name:                    | Bezeichnung der Kellergasse |
| Standort:                | Es ist die Katastralgemeinde (KG) angegeben. Durch Aufruf des Links Standort wird die Lage der Kellergasse in verschiedenen Kartenprojekten angezeigt. |
| Beschreibung             | Kurze Beschreibung der Kellergasse |
| Weitere Bilder vorhanden | Das Symbol bedeutet, dass weitere Fotos des Objekts verfügbar sind. Durch Klicken des Symbols werden sie angezeigt. |
| Eigenes Foto hochladen   | Durch Klicken des Symbols können weitere Fotos des Objekts in das Medienarchiv Wikimedia Commons hochgeladen werden. |